# Фарингеални рефлекс
Фарингеални рефлекс (ФР) или ждрелни рефлекс невољни је рефлекс који укључује обострану контракцију мишића ждрела и елевацију меког непца. Овај рефлекс може бити изазван стимулацијом задњег зида ждрела, подручја крајника или базе језика. Верује се да је ФР еволутивни рефлекс који се развио као метода за спречавање гутања страних предмета и спречавање гушења.  
У одређеним случајевима, недостатак ФР може бити симптом озбиљнијег здравственог стања, као што је оштећење  можданог живца или мождана смрт. У том смислу ФР је битан за процену медуларног можданог стабла јер има улогу у проглашењу мождане смрти.
Код особа са преосетљивим ФР, он може бити узрокован анксиозношћу, постнаталним секретом, рефлуксом киселине из желуца или оралном стимулацијом (нпр. током стоматолошких третмана).

## Развој
Фарингеални рефлекс посредују глософарингеални (IX) и вагусни живац (X). Ембриолошки, глософарингеални живац је повезан са дериватима трећег фарингеалног лука док је вагусни живац повезан са дериватима четвртог и шестог фарингеалног лука.

## Функција
Фарингеални рефлекс је природни соматски одговор у коме тело покушава да отклони нежељене агенсе или стране предмете из усне дупље преко контракције мишића на дну језика и зида ждрела.
У првих неколико месеци живота, ФР покреће било која храна коју део можданог стабла (nucleus tractus solitarius) сматра превеликом или чврстом да би беба могла да је пробави. Почевши од шест или седам месеци старости, ФР се смањује, омогућавајући бебама да гутају све више чврсту храну.

## Механизам
Фарингеални рефлекс се може класификовати као соматогени или психогени.
Соматогени фарингеални рефлекс прати директан физички контакт са подручјем окидача, које може укључивати дно језика, задњи зид фарингса или подручје крајника.
Психогени фарингеални рефлекс се појављује након менталног окидача, обично без директног физичког контакта. У случајевима психогених фарингеалних рефлекса, чак и помисао на додир осетљивог подручја окидача, као што се дешава код зубара.
Фарингеални рефлекс контролишу и IX и X кранијални нерв, који служе као аферентни (сензорни) и еферентни (моторни) путеви за рефлексни лук. Нервни корени кранијалних нерава излазе из медуле кроз југуларни отвор и спуштају се на обе стране ждрела како би оживчавали задњи зид ждрела, задњу трећину језика, меко непце и стилофарингеални мишић.
Стимулус се обезбеђује сензацијом задњег зида ждрела, стубова крајника или основе језика. Ове сензације преноси глософарингеални нерв, који делује као аферентни крак рефлекса ка ипсилатералном нуклеусу солитаријус (који се такође назива густаторно језгро) након синапсе у горњем ганглију који се налази у југуларном форамену. Заузврат, ова језгра шаљу влакна у нуклеус амбигус, моторно језгро у ростралној медули. Еферентна нервна влакна до фарингеалне мускулатуре прелазе од нуклеусаа амбигуус кроз вагусни живац што доводи до билатералне контракције мишића задњег ждрела.
Контракција фарингеалне мускулатуре ипсилатерално у односу на страну стимулуса позната је као директан гаг рефлекс, а контракција мускулатуре на контралатералној страни позната је као консензуални гаг рефлекс.
Стимулација меког непца такође може изазвати ФР; у овом случају, сензорни крак је  мождани живац (n. trigeminus). Овде сензорна стимулација меког непца путује кроз језгро кичменог тракта тригеминалног нерва.

## Клинички значај
Рефлекс гегања је некада служио као метода за откривање дисфагије у условима акутног можданог удара.
Истраживања су открила да су задњи фарингеални мишићи, који контролишу ФР, независни од мишића одговорних за гутање. Стога, клиничари не би требало да се ослањају на одсутан рефлекс гагљења као предиктор аспирације код пацијената са можданим ударом. Индиректна ларингоскопија је боља алтернатива за извођење гаг рефлекса за процену безбедности дисајних путева. Истраживачи су такође приметили да једној од три особе може недостајати ФР због навикавања или бити под утицајем емоција преко виших центара. Насупрот томе, фарингеални осећај ретко изостаје и стога се користи као алтернатива тестирању рефлекса уста и може се показати бољим у предвиђању будућих проблема са гутањем.
Коначно, извођење ФР је неопходно када се процењује функција можданог стабла да би се утврдила мождана смрт. Потврда мождане смрти се делимично врши одсутним рефлексима можданог стабла, који укључују и одсутан ФР.
Пацијенти са преосетљивим ФР могу изјавити да имају проблема са гутањем пилула или већих комада хране. Типично, ови пацијенти такође могу одложити одлазак код зубара или практиковање одговарајуће оралне хигијене због присуства ФР.  Спроведене су бројне студије како би се покушало пронаћи начин да се умањи ФР код пацијената са преосетљивим ФР у клиничком или свакодневном окружењу. Ове проучаване интервенције су укључивале лекове против мучнине, биљне лекове, акупресуру, акупунктуру, бихејвиоралне терапије и седативе. Резултати не указују на то да је било која од наведених интервенција адекватна за одржавање ФР. Потребна су даља испитивања са различитим интервенцијама.
У пракси се може наићи  и на пацијента који пате од поремећаја у исхрани који укључује присилно повраћање или чишћење ђдрела. Ови пацијенти могу да користе своје прсте или неки други инструмент (нпр. кашику, оловку) да стимулишу свој ФР и избаце желудачни садржај. Пацијенти који редовно изазивају самоповраћање могу имати ослабљен ФР због десензибилизације изазване прекомерном стимулацијом.